# Сандра Бугарски
Сандра Бугарски (Београд, 24. јануар 1970) српска је позоришна, телевизијска и филмска глумица.

## Биографија
Сандра Бугарски рођена је 24. јануара 1970. године у Београду као Сандра Илић. Дипломирала је 1994. године на Академији драмских уметности у Новом Саду у класи професора Радета Марковића. Још током студија почела је да игра у позоришту. Стални је члан Београдског драмског позоришта од 1995. године. Од тада до данас је одиграла на стотине представа. Скренула је пажњу јавности улогом Бранке у серији „Сенке над Балканом”, а највећу популарност јој је донела улога Панчете у ТВ серији „Игра судбине”.

## Филмографија
| Год.       | Назив                  | Улога                       |
| ---------- | ---------------------- | --------------------------- |
| 1996.      | Лепа села лепо горе    | Болничарка                  |
| 2001.      | Све је за људе         | Сузи                        |
| 2002.      | Хотел са 7 звездица    | Станислава Цица Рајковић    |
| 2005.      | Потера за срећ(к)ом    | Жена у реду                 |
| 2007.      | Позориште у кући       | Секретарица                 |
| 2013.      | Друг Црни у НОБ-у      | Другарица Рајка             |
| 2015−2016. | Андрија и Анђелка      | Медицинска сестра           |
| 2016.      | Сумњива лица           | Министарка                  |
| 2017−2020. | Сенке над Балканом     | Бранка                      |
| 2019.      | Пси лају, ветар носи   | Јовина жена                 |
| 2020-2022. | Јунаци нашег доба      | Радмила Васиљевић           |
| 2020−      | Игра судбине           | Марица Панчетовић “Панчета” |
| 2021.      | Клан (ТВ серија)       | Љубинка                     |
| 2021.      | Породица (мини-серија) | Монтажерка                  |
| 2021.      | Беса                   | Социјална радница           |